# Acisclo
Acisclo, canonizado por la Iglesia católica como san Acisclo (¿? - Córdoba, 17 de noviembre de 304), fue un santo mártir de Córdoba, España. Su vida es contada por Eulogio de Córdoba. Fue martirizado durante el mandato del emperador Diocleciano, junto con su hermana santa Victoria. Su fiesta se celebra el 17 de noviembre de cada año.

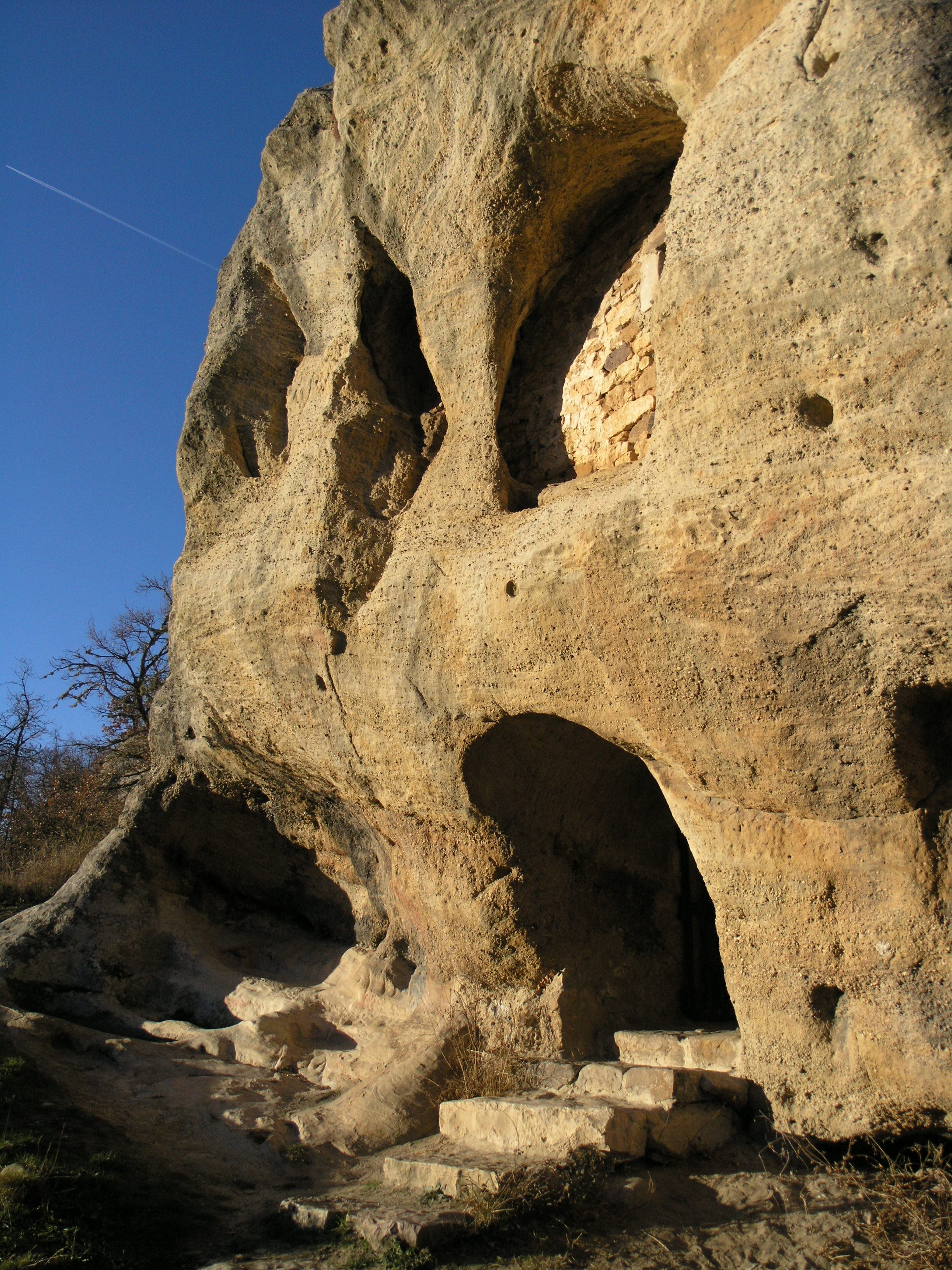
Ermita rupestre de san Acisclo y santa Victoria en Arroyuelos (Valderredible).

Después de que fueran arrestados, Acisclo y Victoria fueron torturados. Según la tradición, Victoria fue asesinada por flechas y Acisclo fue decapitado. En la tradición martirológica queda descrita la pasión de estos santos con gran lujo de detalles: una passio del siglo X relata que el prefecto romano de Córdoba Dion, «incuo perseguidor de cristianos», ordenó meter a Victoria y Acisclo en un horno. Cuando el prefecto escuchó los cánticos provenientes del horno ordenó que se les arrojara al río Guadalquivir atados a piedras. Ambos santos aparecieron flotando sin sufrir daño. Se ordenó entonces que se les colocara sobre un fuego. Sin embargo, el fuego escapó del control de los verdugos y se afirma que murieron muchos paganos sin afectarse los santos. Se dio finalmente la orden de su decapitación, razón por la que el santo es representado con una línea roja de sangre en el cuello.
El poeta Prudencio le rindió homenaje en dos breves versos. Pablo García Baena le dedicó el poema «Himno a los santos niños Acisclo y Victoria» en el libro Antiguo muchacho.